# Oxira bicolor
Oxira bicolor är en fjärilsart som beskrevs av Walker 1869. Oxira bicolor ingår i släktet Oxira och familjen nattflyn. Inga underarter finns listade i Catalogue of Life.